# 타잉겐
타잉엔(Thayngen, [ˈtaːɪŋən])은 스위스 샤프하우젠주의 마을이자 자치체이다. 2009년 1월 1일 알트도르프(Altdorf), 비베른(Bibern), 호펜(Hofen), 옵페르트쇼펜(Opfertshofen)이 타잉엔으로 합병되었다.

## 지리
타잉엔의 면적은 2006년 기준으로 11.9k㎡이다. 이 면적 중 52.2%는 농업용으로 사용되며, 28.9%는 산림이다. 나머지 토지 중 17.1%는 정착지(건물 또는 도로)이고, 나머지(1.8%)는 불모지(강 또는 호수)이다.
타잉엔에는 Morgetshofsee와 Rudolfersee의 두 개의 돌개구멍 호수가 있다.

## 인구통계
타잉엔의 인구(2008년 기준)는 4,935명이며, 그중 17.8%가 외국인이다. 외국인 인구(2008년 기준) 중 독일 47.4%, 이탈리아 15.2%, 크로아티아 5.5%, 세르비아 10.2%, 마케도니아 4.1%, 터키 4.7%, 12.9% 다른 나라에서 왔다. 지난 10년 동안 인구는 6.2%의 비율로 증가했다.
2000년 기준, 인구 대부분인 90.2%가 독일어를 사용하며, 이탈리아어가 두 번째로 많이 사용(3.1%)되고, 세르비아-크로아티아어가 세 번째(2.0%)이다.
인구의 연령분포(2008년 기준)는 아동·청소년(0~19세)이 전체인구의 20%, 성인(20~64세)이 61.1%, 노인(64세 이상)이) 18.9%를 차지한다.
2007년 연방 선거에서 가장 인기 있는 정당은 39.4%의 득표율을 기록한 SVP였다. 그 다음으로 가장 인기 있는 두 정당은 SP (33.4%)와 FDP (27.2%)였다.
타잉엔에서는 인구의 약 72.9%(25-64세 사이)가 필수가 아닌 고등 교육 또는 추가 고등 교육(대학 또는 응용학문대학)을 완료했다. 타잉엔에서는 2007년 기준으로 인구의 1.62%가 유치원 또는 다른 유치원에 다니고, 6.12%가 초등학교, 3.51%가 하위 중학교, 1.68%가 상위 중학교에 다니고 있다.
2000년 기준으로 인구의 22.6%가 로마 가톨릭 교회에 속해 있고, 57.1%가 스위스 개혁 교회에 속해 있다.
역사적 인구는 다음 표에 나와 있다.
| 년도 | 인구  |
| ---- | ----- |
| 1990 | 4,726 |
| 2000 | 4,813 |

## 경제

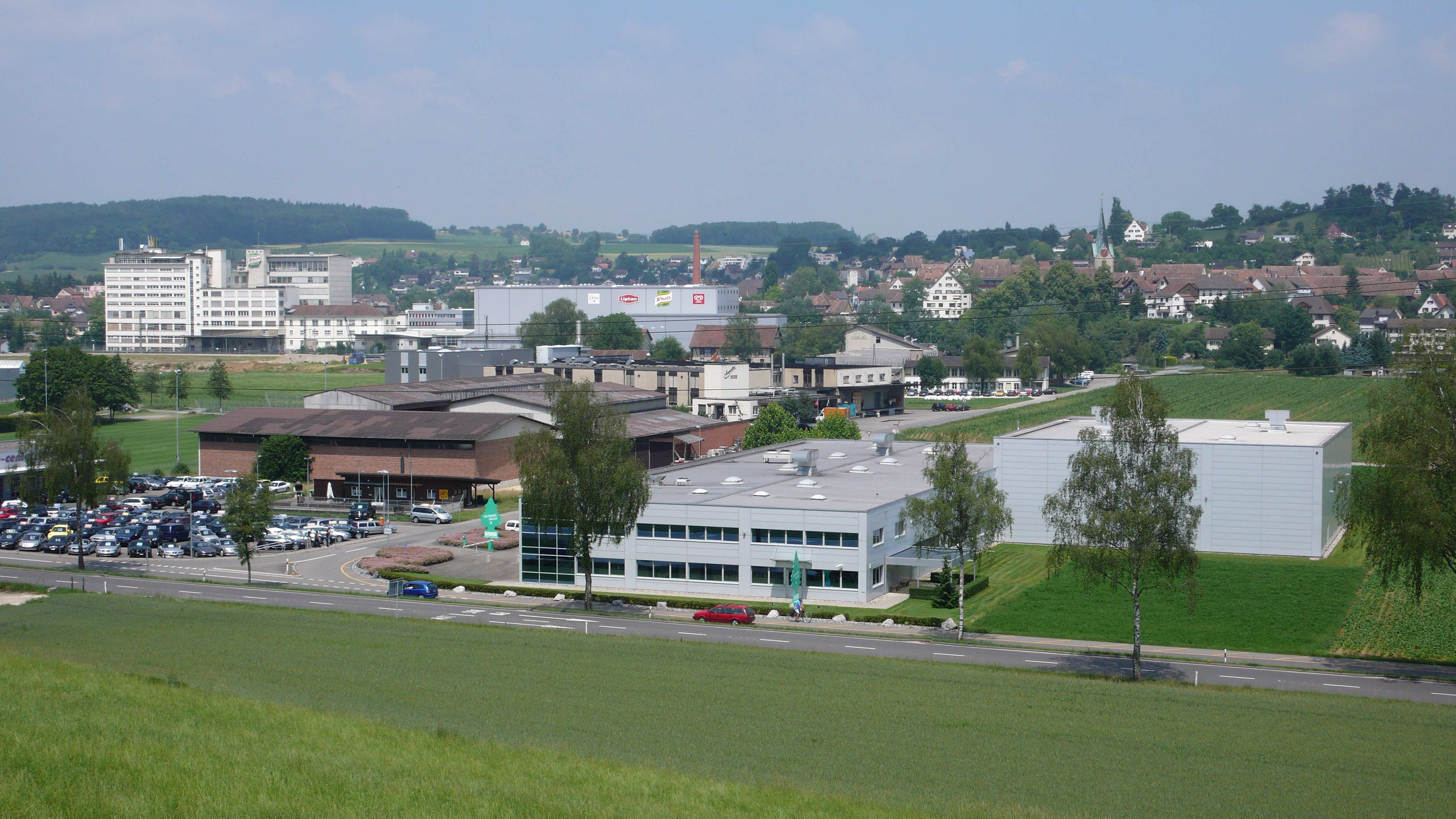
타잉엔

타잉엔의 실업률은 1.75%이다. 2005년 기준으로 1차 경제 부문에 212명이 고용되어 있으며, 이 부문에 약 50개 기업이 참여하고 있다. 1,342명이 2차 부문에 고용되어 있고, 이 부문에 54개의 기업이 있다. 912명이 3차 부문에 고용되어 있으며, 이 부문에는 132개의 기업이 있다.
2008년 중반 기준 실업률은 1.6%였다. 지방 자치 단체에는 216개의 비농업 기업이 있었고, (비농업) 인구의 54.1%가 경제의 2차 부문에 참여했으며, 45.9%가 세 번째 부문에 참여했다. 동시에 노동인구의 82.4%가 상근직이고, 17.6%가 시간제 고용이다. 시정촌 거주자는 2488명으로 일정 정도 고용되었으며, 그중 여성이 전체 노동력의 39.8%를 차지했다. 2000년 기준으로 994명의 주민이 지방 자치 단체에서 일했으며, 1,291명의 주민이 타잉엔 외부에서 일했으며, 946명이 일을 위해 지방 자치 단체로 통근했다.
2008년 현재 9개의 레스토랑과 31개의 침대를 갖춘 3개의 호텔이 있다. 타잉엔의 환대 산업에는 46명의 직원이 있다.

## 국가중요문화재

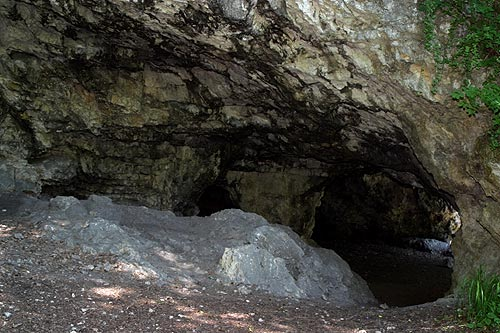
케슬러로흐의 선사시대 유적지

타잉엔에는 국가적으로 중요한 스위스 문화유산으로 등재된 2채의 집과 2곳의 선사 시대 유적지가 있다. 이 도시에서는 Schulstrasse 3에 있는 Haus zum Hirzen과 Im Oberhof 4에 있는 Haus zum Rebstock이 중요한 두 집이다. 선사 시대 유적지는 구석기 시대 동굴 이었던 Kesslerloch와 신석기 시대 강둑 거주지인 Weier이다. Weier I-III 정착지는 유네스코 세계 문화 유산으로 지정된 알프스 주변의 선사시대 말뚝 주거지의 일부이다.

## 교통
타잉엔역은 타잉엔과 취리히를 연결하는 취리히 S-반 서비스 S24와 뷜라흐와 징겐을 연결하는 S22에 의해 제공된다. 또한 샤프하우젠에서 징겐까지 도이치반 지역 서비스가 제공된다. 독일과의 국경은 종종 분주하다. 독일에서 스위스로 향하는 트럭이 선호하는 경로이기 때문이다.